# مارشا ميلان
مارشا ميلان (بالملايوية: Marsha Milan Londoh)‏ هي مغنية ماليزية، ولدت في 6 نوفمبر 1985 في بيرين سبرينغز في الولايات المتحدة.

## روابط خارجية
- مارشا ميلان على موقع IMDb (الإنجليزية)
- مارشا ميلان على موقع ميوزك برينز (الإنجليزية)
- مارشا ميلان على موقع قاعدة بيانات الفيلم (الإنجليزية)